# Arctinurus
Arctinurus – rodzaj stawonogów z wymarłej gromady trylobitów, z rzędu Lichida. Żył w okresie syluru.